# 1811 Bruwer
1811 Bruwer eller 4576 P-L är en asteroid i huvudbältet som upptäcktes den 24 september 1960 av den nederländsk-amerikanske astronomen Tom Gehrels och det nederländska astronomparet Ingrid van Houten-Groeneveld och Cornelis Johannes van Houten vid Palomarobservatoriet. Den är uppkallad efter den sydafrikanske astronomen Jacobus Albertus Bruwer.
Asteroiden har en diameter på ungefär 28 kilometer.